# غودش (منطقة)
غودش هي منطقة في مالطا، هي إحدى مناطق مالطا الستة، تضم جزر غودش وكومينو وعددًا من الجزر الصغيرة مثل جزيرة كومينوتو تبلغ مساحتها 68٫7 كيلومتر مربع.